# Ebais

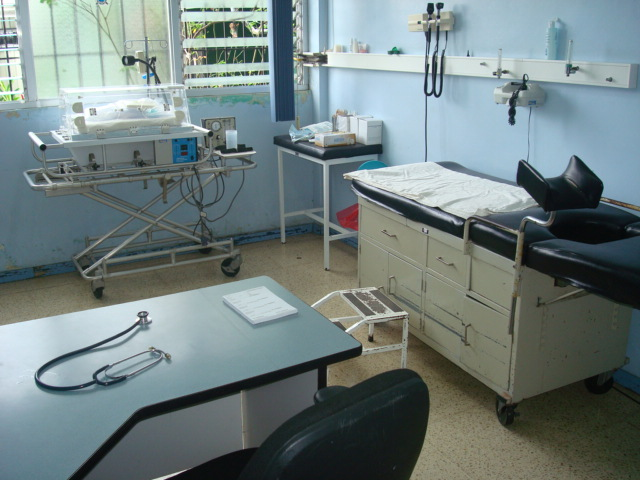
Interior de un consultorio médico de un ebáis de la Caja Costarricense del Seguro Social.

Los Equipos Básicos de Atención Integral en Salud (EBAIS) son el primer contacto y puerta de entrada a la Red de servicios de salud de la Caja Costarricense del Seguro Social (CCSS, llamada también la Caja). Un EBAIS está compuesto por un médico, una auxiliar de enfermería y al menos un asistente técnico en atención primaria (ATAP).
Para poder brindar la prestación de servicios de salud, cuenta con un Equipo de Apoyo en las disciplinas de medicina familiar y comunitaria, farmacia, trabajo social, enfermería, laboratorio, nutrición, psicología y odontología. Este equipo de apoyo se encuentra en el Sede del área de salud, que es la unidad administrativa mínima ( encargada de la conducción, presupuesto, logística, servicios generales y distribución de recursos) de los servicios de salud en la CCSS.

## Origen
La creación de los EBAIS tiene sus raíces en al menos veinte años de experiencias nacionales e internacionales en relación con la atención de necesidades de salud en las comunidades. Como parte de los antecedentes nacionales que precedieron la aparición de los EBAIS, se pueden mencionar los Programas de Salud Rural y Salud Comunitaria que se implementaron en los años 1973 y 1976 respectivamente, el llamado «hospital sin paredes» que se desarrolló en el Cantón de San Ramón de Alajuela, la organización del Sistema Nacional de Salud en los años 1983 y 1989 y las experiencias con el Sistema de Atención en Medicina Familiar y Comunitaria, implementado en la Clínica de Coronado en el año 1987, donde se acuñó el término EBAIS y se definieron todos los aspectos requeridos para su implementación, incluyendo los recursos, la organización y funciones del equipo de salud. 
Los EBAIS fueron implementados para todo el Primer Nivel de Atención de la CCSS como parte del Componente de Readecuación del Modelo de Atención de la Reforma del Sector Salud. El proceso para definir la Readecuación del Modelo de Atención tuvo varios años de diagnósticos, levantamiento de inventarios, discusiones y propuestas, con una alta duración y costo. 
Esta reforma implicó un gran cambio organizacional principalmente en las actividades de atención primaria (Primer Nivel de Atención), administradas hasta ese momento por el Ministerio de Salud. Estas eran de naturaleza preventiva y principalmente corresponden la planificación familiar, el control prenatal, el control de crecimiento y desarrollo en los niños de 0 a 6 años y la vacunación. Estas actividades fueron trasladadas del Ministerio a la CCSS, condicionando el cambio a que el Gobierno continuara suministrando a esta última el presupuesto asignado para cubrir dichas actividades. La creación de los EBAIS y las Áreas de Salud (que agrupan a varios EBAIS y conforman el nivel administrativo mínimo de los servicios de salud), se realizó para reforzar las actividades de prevención, promoción y rehabilitación, además de continuar atendiendo la morbilidad prevalente, según las necesidades de salud de la población. A esta agrupación de actividades se denominó atención integral. 
La estrategia de implementación de los EBAIS generó amplio apoyo por parte de la población, que originalmente los miró con recelo dada la costumbre de recibir atención basada en hospitales. El hecho de que un médico fuera la cabeza del equipo fue fundamental para darle legitimidad al programa, ya que le ofrecía a la población la posibilidad de ser atendidos en sus propias comunidades en lugar de acceder a los congestionados hospitales centrales. El esfuerzo por transformar el Primer Nivel de Atención estuvo marcado por fuertes inversiones en equipamiento, construcción de infraestructura, formación y dotación de personal así como en cambios en la asignación de recursos financieros. 
Los primeros EBAIS fueron establecidos en las comunidades más postergadas y prioritarias; rápidamente las otras comunidades comenzaron a solicitar la creación de EBAIS en su propio territorio. En muchos casos, la comunidad se organizaba para donar los terrenos donde se construirían las Sedes de EBAIS y Sedes de Áreas de Salud, de modo que la misma población fue motor para el éxito de la implementación. Al día de hoy, prácticamente se ha logrado la universalización de la cobertura de servicios de salud a la población del país, con acceso a las actividades de atención integral por medio del Primer Nivel de Atención.

## Organización
Los servicios de salud en Costa Rica, prestada por la CCSS, están organizados territorialmente, dividiendo al país en siete Regiones de Salud, cada una de estas subdividida a su vez en Áreas de Salud (AS) y éstas a su vez en Sectores de Salud.
En la mayoría de los casos, las AS corresponden con la división político administrativa del país (según Cantones) y Distritos. Sin embargo, algunos Distritos, pueden pertenecer administrativamente a un Cantón pero recibir atención en un Área de Salud que no esté ubicada en ese Cantón, por razones de acceso geográfico. Por ejemplo, el Área de Salud de Acosta atiende a la población del Cantón de Acosta y del Distrito de Vuelta de Jorco, que pertenece al Cantón de Aserrí. Otros Cantones, por el gran tamaño de su población, tienen varias Áreas de Salud. Por ejemplo el Cantón de Desamparados contiene tres Áreas de Salud (Desamparados I, II y III). 
Cada una de las Áreas de Salud se subdivide en Sectores de Salud, que son las divisiones geográfico-poblacionales mínimas para los Servicios de Salud. Cada Sector de Salud es asignado a un EBAIS, el cual es el responsable de la prestación de servicios de salud a la población de ese Sector de Salud. Estos espacios-población agrupan determinantes similares de salud cuyas efectos en salud son objeto de las intervenciones prestadas por los EBAIS. En caso de rebasar el alcance de la prestación de servicios de salud, algunos determinantes se procura que sean abordados por medio de la participación en acciones interinstitucionales. 
El estándar definido en el Modelo Readecuado de Atención, que se implementó a partir del año 1995, asignó 4 000 personas a cada Sector, ya que este estándar permitía cubrir todo el país con los recursos humanos y materiales disponibles en ese momento. El planteamiento original de los EBAIS del año 1987, asignó un máximo de 3 000 personas a cada Sector de Salud, estándar que luego fue retomado como la visión a alcanzar al 2025 por la CCSS. 
Las Áreas de Salud cuentan con una Sede de AS, donde se ubica el equipo administrativo y el Equipo de Apoyo. Estos brindan soporte administrativo y técnico a las actividades que realizan los EBAIS. No todas las Áreas de Salud son administradas por la CCSS, ya que en un inicio no se contaba con los recursos para la atención. En la Gran Área Metropolitana (GAM) algunas son administradas por Cooperativas y asociaciones médicas privadas (Clínica Bíblica). Esta administración se aplica en los Distritos de Pavas, San Juan y los Cantones de Santa Ana, Barva y San Pablo, donde residen aproximadamente 500 000 habitantes. La administración de la AS de Compra Externa es suscrita por contratos donde la CCSS otorga un presupuesto anual y el administrador brinda los servicios de salud según las especificaciones del contrato.

## Oferta
La oferta en prestación de servicios de salud de un EBAIS se basa en las necesidades de salud de la población. De esa manera, los programas de atención se organizan por curso de vida: 
- Atención integral del niño
- Atención integral del adolescente
- Atención integral de la mujer
- Atención integral del adulto
- Atención integral del adulto mayor

Cada uno de estos programas abarca temas de prevención, como atención de consultas de crecimiento y desarrollo en niños y adolescente, control prenatal de la mujer embarazada, preparación para el parto, identificación de grupos de riesgo, anticoncepción, detección precoz de cáncer de cérvix uterino y mama, inmunizaciones, atención odontológica, detección y control de enfermedades crónicas como la hipertensión arterial crónica y la diabetes mellitus, rehabilitación y atención a las morbilidades prevalentes. Los programas incluyen todos los exámenes de laboratorio, medicamentos y de ser necesario, lentes o prótesis. 
El énfasis dado en cada uno de estos programas es la prevención de la enfermedad y la promoción de la salud, tanto en el escenario de servicios de salud como los escenarios fuera de los servicios de salud (EFES). Los EFES incluyen el escenario domiciliar, educativo, laboral y comunitario. [cita requerida]. Los EBAIS pueden referir a niveles de mayor complejidad en la prestación aquellos problemas de salud severos que exceden su capacidad resolutiva. La red de servicios de salud de la CCSS, comprendida por la totalidad de servicios de emergencia, servicios de internamiento, servicios quirúrgicos, servicios de apoyo al diagnóstico y tratamiento, así como los servicios sub especializados, está a disposición de los EBAIS para atender las necesidades de salud de la población.

## Resultados

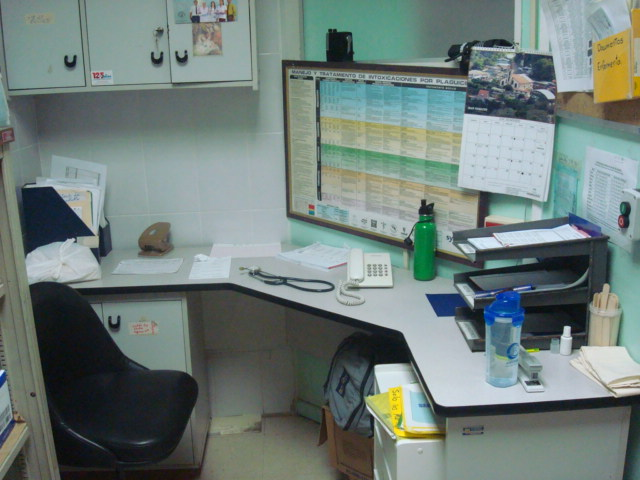
Puesto de enfermería de un ebáis.

### Cobertura
La creación de los EBAIS permitió a la CCSS una cobertura paulatina de la población costarricense en la prestación de servicios de salud, que es uno de los principales objetivos de la Ley General de Salud emitida en 1961. Desde su creación, se ha logrado una mayor accesibilidad de la población a los servicios de salud otorgados por la Caja, lo que se traduce en una universalización operativa de la seguridad social. [cita requerida]
La apertura de las Áreas de Salud y los EBAIS se inició en febrero de 1995. El primer grupo de EBAIS se inauguró en el AS de Barranca, Puntarenas. Se abrieron, inicialmente, 242 EBAIS. Al 31 de diciembre del año 2007, el número de EBAIS en operación era de 947, con una población cubierta de 4 197 707 personas: prácticamente la población total del país. A junio de 2017, en Costa Rica existen aproximadamente 1 043 EBAIS agrupados en 104 áreas de salud. El número de EBAIS está sujeto a modificaciones periódicas dependiendo de la dinámica demográfica-epidemiológica y las necesidades de salud de cada población.

### Atención en cada domicilio, en cada comunidad
Uno de los aspectos más destacados de la labor de los EBAIS es la visita domiciliar. Esta se encuentra a cargo principalmente de los Asistentes Técnicos de Atención Primaria (ATAP), que son funcionarios de campo del EBAIS, y que usualmente son reclutados de la misma comunidad. Su labor es salir a las comunidades, visitar cada una de las casas (por diversos medios, incluyendo caballos, motos, botes o caminatas) para detectar posibles riesgos que puedan poner en peligro la salud de los habitantes, como condiciones insalubres de vivienda, mujeres embarazadas sin control prenatal, adolescentes de riesgo por uso de drogas o promiscuidad, niños en riesgo de desnutrición, así como realizar actividades de vacunación, identificación de enfermedades no transmisibles, como la hipertensión o diabetes, o problemas de salud sin control por los servicios de salud. 
Gracias a esta labor, es posible programar citas con el médico, captando dentro de los programas a la población en riesgo o, incluso, de ser requerido, que esta reciba seguimiento o visitas por parte de los funcionarios del EBAIS o Equipo de Apoyo disponibles en el Área de Salud según las necesidades de salud de las personas. Los EBAIS han permitido que exista una relación más estrecha entre el equipo de prestación de servicios de salud y la comunidad. 
La existencia, además, de los EBAIS ha permitido que las poblaciones más aisladas del país —como en el caso de las comunidades indígenas— tengan acceso a servicios de salud, hecho que incluso ha permitido salvar vidas de niños en riesgo, mujeres embarazadas y adultos mayores en estado de abandono. 

### Mejora en los indicadores de salud del país
Se considera que parte de la mejora en los indicadores de salud de Costa Rica en los últimos años se debe al funcionamiento de los EBAIS. Un estudio realizado en el año 2000 por el Dr. Luis Rosero Bixbi del Centro Centroamericano de Población permitió determinar que, desde la apertura de estos equipos, el país experimentó:
- una ganancia en la expectativa de vida, llevándola hasta 77,4 años.
- reducción de la mortalidad infantil en un 8%
- reducción de la mortalidad de adultos en un 2%
- reducción en un 14% de la mortalidad por enfermedades transmisibles.
- reducción en un 4% de la mortalidad por enfermedades crónicas.

Este es uno de los pocos estudios a nivel latinoamericano que demuestran el impacto de un cambio en la organización de los servicios de salud del Primer Nivel de Atención. Estos resultados ha sido retomados como referente de la Organización Panamericana de la Salud y la Organización Mundial de la Salud (citados en sus Informes Mundiales del 2008 y 2010) así como ejemplo a seguir por otros países latinoamericanos que han organizado sus servicios de salud de manera similar.

## Retos

### Financiamiento
Uno de los principales problemas que afecta a los EBAIS es el financiamiento, el cual se constituye en el principal desafío del sector salud. El problema surge porque el financiamiento del programa de atención integral se basa en dos fuentes principales:
- las cotizaciones de los asegurados directos o contributivos
- los asegurados por el Estado

En Costa Rica, todos los trabajadores deben asegurarse obligatoriamente, ya sean asalariados o independientes. A los indigentes, que no pueden pagar, los asegura el Estado. En lo que se refiere a los asegurados por el Estado, con mucha frecuencia el Estado retrasa el pago del dinero a la Caja, generando una gran deuda que es amortizada solo de cuándo en cuándo (en Costa Rica, el mayor deudor de la Caja es el mismo Estado), produciendo una fuerte transferencia de recursos del sector asegurado hacia el no asegurado.
En el caso de los trabajadores que son asegurados directos o contributivos (los cuales no califican para ser asegurados por el Estado por no ser indigentes), en su gran mayoría es población asalariada o independiente pobre, cuyas cuotas son pequeñas. Estas dos poblaciones son las que mayormente requieren atención en el Primer Nivel, lo que crea un déficit importante en el flujo de recursos hacia los EBAIS, que es donde consulta la mayoría de la población. A esto debe sumarse que existe una importante población inmigrante que no ha podido asegurarse por no haber regulado su condición migratoria y que también hace uso de los servicios de la Caja.

### Acceso limitado
Una de las metas iniciales de la creación de los EBAIS seguía el modelo hospitalocéntrico, orientado al descongestionamiento hospitalario. Esto principalmente en los Servicios de Emergencias y de Consulta Externa. En este aspecto, los EBAIS enfrentan tres retos para el sistema:
- capacidad instalada: Los EBAIS cuentan con un horario definido de ocho horas diarias, donde deber repartir actividades de Consulta Externa, Atención en EFES, Atención de Urgencias/Emergencias y de Soporte al Diagnóstico y Tratamiento. Por el volumen poblacional asignado se prioriza la Consulta Externa, por lo que las demás actividades quedan relegadas a un segundo plano o no se ejecutan del todo. Los servicios de urgencias se encuentran con horarios muy diferentes en cada territorio, por lo que la población con necesidades de salud debe continuar acudiendo a los hospitales para su atención.
- resolución en el Segundo Nivel de Atención: el número de especialistas y recursos de soporte al diagnóstico y tratamiento, así como su organización en el Segundo Nivel no es suficiente para satisfacer oportunamente las necesidades de salud derivadas de los EBAIS. En muchas ocasiones, el paciente requiere consultar en Servicios de Emergencias, buscando ser atendidos antes en vez de esperar varios meses, en las «listas de espera» de Consulta Externa y Soporte al Diagnóstico y Tratamiento.
- verificación de derechos: en muchas ocasiones, la población no asegurada al consultar en los EBAIS durante el día, se les realiza el trámite de cobro por el servicio, mientras que, en los Servicios de Emergencias en hospitales, por las noches no se realizan estos cobros. Esto es principalmente aprovechado por la población inmigrante que no ha legalizado su situación en el país.

Se agrega a lo anterior, que gran parte de la población de clase media-alta y alta, que aporta el grueso del financiamiento del seguro de salud, muchas veces procura atención en servicios privados, motivada probablemente por preferencias a pagar una consulta privada en vez de acudir a los EBAIS. Esto genera que en ocasiones estos grupos visualizan la Seguridad Social como una carga, de la cual no hacen uso y en la cual no participan para su mejora. 

### Atención hospitalaria
En general, la atención en la prestación de servicios de salud de la CCSS es de buena calidad. Esto influye mucho en la decisión que toma una persona a la hora de elegir consultar en un EBAIS ya que le permite, de ser necesario, acceder a los servicios de los hospitales. Sin embargo, a su vez, en los hospitales existen problemas de gestión en materia de eficiencia y oportunidad de atención, que eventualmente generan listas de espera. Estas listas crean condiciones para mecanismos poco transparentes de asignación de cupos, popularmente llamados «biombos», es decir, el pago delictivo a un funcionario público de salud por «adelantar en la lista» la atención del que paga, lo cual es un acto de corrupción penado por la ley.

### Filas en los EBAIS
En los últimos años, el incremento poblacional del país y la falta de planificación de los servicios de salud ha conducido a que, en muchos lugares, los EBAIS no den abasto para atender la gran cantidad de población asignada a su Sector. De esta manera, acceder al servicio de salud de un EBAIS se vuelve más difícil, lo que dificulta a muchas personas lograr sacar su cita con el médico y crea un fenómeno de «filas en los EBAIS» que obliga a las personas a presentarse en las madrugadas a los servicios para alcanzar un cupo para atención en Consulta Externa. 
Avances recientes en los sistemas de información y sistemas de citas con aplicaciones informáticas podrían ir disminuyendo las filas en los lugares donde se han ido implementando. Desde 2017, la Caja Costarricense del Seguro Social habilitó en todo el país el sistema de citas por Internet, pero continúa el reto de reducir la brecha existente en el número de EBAIS que la población requiere para la atención de sus necesidades de salud.